# British Journal of Psychology
Il British Journal of Psychology, in precedenza chiamato British Journal of Psychology: General Section, è una rivista accademica di psicologia, sottoposta a revisione paritaria e pubblicata trimestralmente a cura della British Psychological Society tramite l'editore Wiley-Blackwell.
Il primo redattore fu Stefan R. Schweinberger, docente al'Università di Jena.